# 托尼·克拉克
托尼·克拉克（英語：Tony Clarke，1959年5月31日—），新西兰男子射击运动员。他曾代表新西兰参加1990年和1994年英联邦运动会射击比赛，获得一枚金牌和一枚铜牌。他也曾参加1984年夏季奥林匹克运动会。